# Anna Heer

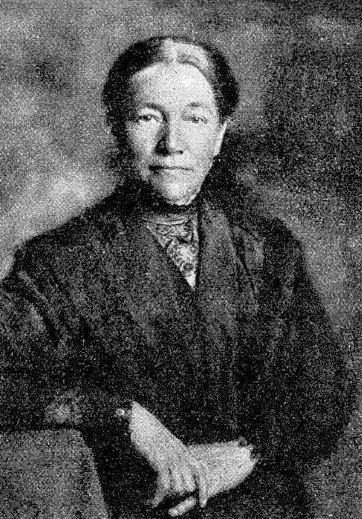
Anna Heer

Anna Heer (* 2. März 1863 in Olten; † 9. Dezember 1918 in Zürich) war eine Schweizer Ärztin, Gründerin der Schweizerischen Pflegerinnenschule mit Frauenspital in Zürich, Mitbegründerin des Schweizerischen Krankenpflegebundes und dessen erste Präsidentin.

## Biografie
Anna Heer wuchs bis 1875 als ältestes von elf Kindern (von denen sieben das Erwachsenenalter erreichten) in Olten, danach in Suhr auf. Sie studierte später an der Universität Zürich Medizin und schloss ihr Studium 1892 mit der Promotion ab. Sie reichte ihre Doktorarbeit zum Thema Über Schädelbasisbrüche bei Rudolf Ulrich Krönlein ein, «... bei diesem herausragenden Chef und Gelehrten», von dem sie auch gefördert worden sein dürfte.
Ihr Tätigkeitsgebiet als Fachärztin war weniger die Frauenheilkunde oder die Kinderheilkunde, sondern vielmehr die Chirurgie. Sie gilt als erste Schweizer Chirurgin. Sie engagierte sich stark für die Entwicklung und Professionalisierung der Krankenpflege (ohne religiöse Verpflichtung für die in diesen Berufen Tätigen) in der Schweiz. Sie gründete 1901 in Zürich mit ihrer Kollegin Marie Heim-Vögtlin die Schweizerische Pflegerinnenschule mit Frauenspital. Gemeinsam mit dem Arzt Walter Sahli (1860–1916), der 1899 in Bern die Lindenhofschule für Rotkreuzschwestern des Schweizerischen Roten Kreuzes aufbaute, gründete Anna Heer 1910 den Schweizerischen Krankenpflegebund. Aus dieser Berufsvereinigung, deren erste Präsidentin Anna Heer wurde, entstand durch Fusion mit dem 1936 gegründeten Nationalverband der diplomierten Schwestern anerkannter Schulen der Schweiz 1945 der Schweizerische Verband diplomierter Krankenschwestern und Krankenpfleger, Vorläuferorganisation des Schweizer Berufsverband der Pflegefachfrauen und Pflegefachmänner. Anna Heer trat 1916 von ihrem Amt zurück.
Ihre Lebensgefährtin war Oberin Ida Schneider.
Nach Anna Heer, die die Reform der schweizerischen Krankenpflege im ausgehenden 19. Jahrhundert mitprägte, wurden eine Strasse in Zürich und eine in Suhr benannt. Die Schweizerische Post gab 1963 eine Sondermarke «Pro Patria» zum Gedenken an Anna Heer heraus.